# Горейтіо (Арканзас)
Горейтіо (англ. Horatio) — місто (англ. city) в США, в окрузі Сев'єр штату Арканзас. Населення — 920 осіб (2020).

## Географія
Горейтіо розташоване на висоті 123 метра над рівнем моря за координатами 33°56′29″ пн. ш. 94°21′24″ зх. д. / 33.94139° пн. ш. 94.35667° зх. д. (33.941299, -94.356646).  За даними Бюро перепису населення США в 2010 році місто мало площу 4,71 км², з яких 4,67 км² — суходіл та 0,03 км² — водойми.

## Демографія
Згідно з переписом 2010 року, у місті мешкали 1044 особи в 375 домогосподарствах у складі 263 родин. Густота населення становила 222 особи/км².  Було 433 помешкання (92/км²). 
Расовий склад населення:
| - 72,0 % — білих - 3,4 % — чорних або афроамериканців - 2,8 % — корінних американців - 0,1 % — вихідців з тихоокеанських островів - 0,1 % — азіатів - 19,1 % — осіб інших рас |

До двох чи більше рас належало 2,6 %. Іспаномовні складали 28,5 % від усіх жителів.
За віковим діапазоном населення розподілялося таким чином: 32,5 % — особи молодші 18 років, 55,7 % — особи у віці 18—64 років, 11,8 % — особи у віці 65 років та старші. Медіана віку мешканця становила 32,6 року. На 100 осіб жіночої статі у місті припадало 95,9 чоловіків;  на 100 жінок у віці від 18 років та старших — 93,2 чоловіків також старших 18 років.
Середній дохід на одне домашнє господарство  становив 38 290 доларів США (медіана — 28 654), а середній дохід на одну сім'ю — 43 714 долари (медіана — 42 083). Медіана доходів становила 25 000 доларів для чоловіків та 17 420 доларів для жінок. За межею бідності перебувало 32,2 % осіб, у тому числі 51,4 % дітей у віці до 18 років та 7,4 % осіб у віці 65 років та старших.
Цивільне працевлаштоване населення становило 438 осіб. Основні галузі зайнятості: виробництво — 28,8 %, освіта, охорона здоров'я та соціальна допомога — 14,4 %, мистецтво, розваги та відпочинок — 13,7 %.
За даними перепису населення 2000 року в Горейтіо проживало 997 осіб, 265 сімей, налічувалося 377 домашніх господарств і 423 житлових будинки. Середня густота населення становила близько 212,1 особа на один квадратний кілометр. Расовий склад Горейтіо за даними перепису розподілився таким чином: 84,95 % білих, 2,71 % — чорних або афроамериканців, 1,81 % — корінних американців, 0,20 % — азіатів, 1,81 % — представників змішаних рас, 8,53 % — інших народів. Іспаномовні склали 14,94 % від усіх жителів міста.
З 377 домашніх господарств в 38,2 % — виховували дітей віком до 18 років, 52,3 % представляли собою подружні пари, які спільно проживали, в 13,3 % сімей жінки проживали без чоловіків, 29,7 % не мали сімей. 26,3 % від загального числа сімей на момент перепису жили самостійно, при цьому 15,4 % склали самотні літні люди у віці 65 років та старше. Середній розмір домашнього господарства склав 2,64 особи, а середній розмір родини — 3,22 особи.
Населення міста за віковим діапазоном за даними перепису 2000 року розподілилося таким чином: 31,2 % — жителі молодше 18 років, 6,7 % — між 18 і 24 роками, 28,1 % — від 25 до 44 років, 18,3 % — від 45 до 64 років і 15,7 % — у віці 65 років та старше. Середній вік мешканця склав 34 роки. На кожні 100 жінок в Горейтіо припадало 89,2 чоловіків, у віці від 18 років та старше — 84,4 чоловіків також старше 18 років.
Середній дохід на одне домашнє господарство в місті склав 27 419 доларів США, а середній дохід на одну сім'ю — 31 000 доларів. При цьому чоловіки мали середній дохід в 26 339 доларів США на рік проти 15 547 доларів середньорічного доходу у жінок. Дохід на душу населення в місті склав 11 738 доларів на рік. 12,6 % від усього числа сімей в окрузі і 13,4 % від усієї чисельності населення перебувало на момент перепису населення за межею бідності, при цьому 16,6 % з них були молодші 18 років і 22,1 % — у віці 65 років та старше.